# Zuiderzeedepartement
Het departement Zuiderzee (Frans: Departement du Zuyderzée) was een Frans departement in de Nederlanden ten tijde van het Eerste Franse Keizerrijk. Het was genoemd naar de Zuiderzee, de vroegere binnenzee die nu het IJsselmeer is.

## Instelling
Het departement Zuiderzee werd, na de annexatie van het koninkrijk Holland op 9 juli 1810, gevormd op 1 januari 1811 als voortzetting van de "Hollandse" departementen Amstelland en Utrecht. Het gebied komt min of meer overeen met de huidige provincies Noord-Holland en Utrecht.

## Bestuurlijke indeling
De hoofdstad was Amsterdam, dat wil zeggen dat de prefectuur aldaar gevestigd was. Het departement zelf was onderverdeeld in de volgende arrondissementen en kantons:
Amsterdamkantons: Amsterdam (6 kantons), Baambrugge, Aalsmeer, Loenen, Naarden, Nieuwer-Amstel (Amstelveen), Oud-Loosdrecht, Watergraafsmeer en Weesp.
Sous-prefect van Amsterdam was Jan Frederik Abbema, in mei 1812 opgevolgd door Willem Cornelis de Witt (1781-1834).
Alkmaarkantons: Alkmaar (2 kantons), De Rijp, Schagen, Texel, Wieringen en Zijpe.
Sous-prefect van Alkmaar was Edgar Jacques Rutger Mollerus (tot 19 november 1811).
Vanaf 20 november 1811 tot november 1813 was jhr. mr. Gijsbert Fontein Verschui(e)r sous-prefect van Alkmaar
Amersfoortkantons: Amersfoort (2 kantons), Rhenen en Wijk bij Duurstede.
Sous-prefect van Amersfoort was Albert Charles Snouckaert.
Haarlemkantons: Beverwijk, Bloemendaal, Haarlem (2 kantons), Heemstede, Oostzaan, Westzaan en Zaandam.
Sous-prefect van Haarlem was Ewout van Vredenburch.
Hoornkantons: Edam, Enkhuizen, Grootebroek, Hoorn (2 kantons), Medemblik, Monnickendam en Purmerend.
Sous-prefect van Hoorn was Henri Cabasius, op 21 augustus 1811 opgevolgd door jhr. mr. Gijsbert Fontein Verschui(e)r, die op 20 november 1811 werd opgevolgd door Edgard Jacques Rutger Mollerus.
Utrechtkantons: IJsselstein, Maarssen, Mijdrecht, Schoonhoven, Utrecht (2 kantons) en Woerden.
Sous-prefect van Utrecht was Jan Maximiliaan van Tuyll van Serooskerken (tot september 1811)

## Prefect
1810-1811: Jan van Styrum
1811-1813: Antoine de Visscher de Celles
Secretaris-generaal van het Zuiderzeedepartement was vanaf 7 april 1811 Joseph Pierre Adrien Louis de Stuers.

## Overig
Het Zuiderzeedepartement had in 1811 de departementale postcode 118. Brieven uit Amsterdam kregen het stempel Amsterdam 118.
Bij de volkstelling (census) van 1812 had het departement Zuiderzee 507500 inwoners
Vanaf 1811 verscheen als officiële publicatie van het departement Zuiderzee het "Staatkundig dagblad van het Departement der Zuiderzee / Feuille politique du département du Zuyderzée". Dit dagblad was een voortzetting van de eerder uitgegeven "Courrier d' Amsterdam / Courrier van Amsterdam". Toen de Franse bezetting haar einde naderde (1813) veranderde de krant van naam. Zij verscheen toen als "Staatkundig dagblad van de Zuiderzee".

## Opheffing
Na de nederlaag van Napoleon in 1814 werd het departement een deel van het Verenigd Koninkrijk der Nederlanden en gesplitst volgens de oude grens tussen het graafschap Holland en het sticht Utrecht over de nieuwe provincies Holland en Utrecht.
Bouches-de-l'Escaut (1810) · Bouches-de-la-Meuse · Bouches-du-Rhin (1810) · Bouches-de-l'Yssel · Deux-Nèthes (1795) · Ems-Occidental · Frise · Meuse-Inférieure (1795) · Roër (1798) · Yssel-Supérieur · Zuyderzée
- Virtual International Authority File: 316732357